# Mangustka kongijska
Mangustka kongijska (Crossarchus alexandri) – gatunek drapieżnego ssaka z podrodziny Mungotinae w obrębie rodziny mangustowatych (Herpestidae). Ssak ten występuje w środkowej Afryce, według IUCN nie jest zagrożony wyginięciem.

## Taksonomia
Gatunek po raz pierwszy naukowo opisali teriolodzy – Brytyjczyk Oldfield Thomas i Hindus Robert Charles Wroughton – w 1907 roku na łamach The Annals and Magazine of Natural History. Jako miejsce typowe odłowu holotypu Thomas i Wroughton wskazali „Banzyville nad Ubangi” (ang. from Banzyville, Ubanghi), uściślone przez Coreya Goldmana w 1984 roku do Mobayi-Mbongo w Zairze (formalnie Demokratyczna Republika Konga), o współrzędnych geograficznych 4°00′N 21°11′E/4,000000 21,183333.
W 1984 roku Goldman zaproponował wyróżnienie – oprócz podgatunku nominatywnego – podgatunku minor ze skrajnie wschodniej Demokratycznej Republik Konga i Ugandy, na podstawie mniejszych rozmiarów czaszki. Jednakże późniejsze badania nie potwierdziły statusu podgatunku i takson ten traktuje się jako monotypowy.

### Etymologia
- Crossarchus: gr. κροσσοι krossoi „frędzel”; ἀρχὀς arkhos „odbyt”[11].
- alexandri: kpt. Boyd Francis Alexander (1873–1910), brytyjski oficer, ornitolog, kolekcjoner, odkrywca, który z ekspedycji po Afryce od Nigru do Nilu zebrał kolekcję ssaków, którą potem przesłał do Muzeum Historii Naturalnej w Londynie[2][12].

## Zasięg występowania
Mangustka kongijska występuje w Demokratycznej Republice Konga, na północy od rzeki Ubangi i na południu do rzeki Kasai. Występuje także w zachodniej Ugandzie. Oddzielna populacja zasiedla też stoki Mount Elgon w Ugandzie. Według sugestii Raya z 2001 roku, ssak ten występuje również w południowo-zachodniej części Republiki Środkowoafrykańskiej.

## Morfologia
Długość ciała 35–44 cm, ogona 22,5–31,7 cm, stępu 7,5–9,1 cm, ucha 1,9–2,8 cm; masa ciała samców (n = 2) 1,19, 1,75 kg, samic (n = 1) 1,45 kg. Największy przedstawiciel rodzaju mangustka (Crossarchus). Posiada brązowo-czarne, grube i kudłate futro. Grzywa ciągnie się od głowy do ogona (na szyi grzywa układa się w spiralę o długości 6–8 cm). Włosy na grzbiecie długości 40–50 mm, stopniowo wydłużają się od karku w kierunku zadu. Pysk koloru szaropłowego, wydłużony, najdłuższy wśród mangustek (rostrum stanowi 34–36% długości condylobasal). Włosy na głowie krótkie. Ogon, który stanowi około 70% długości ciała, jest długowłosy i zwęża się u podstawy. Po pięć palców na przednich i tylnych łapach. Dobrze rozwinięte pazury na przednich łapach. Samica ma trzy pary sutków. Mangustka kongijska jest sympatryczna z podgatunkiem nigricolor mangustki angolskiej (C. ansorgei) w Kongo, ale jest większa. Długość condylobasal 74–81,1 mm; rostrum 25,7–31,9 mm; szerokość kości jarzmowej 35,4–43,4 mm. Wzór zębowy: I {\displaystyle {\tfrac {3}{3}}} C {\displaystyle {\tfrac {1}{1}}} P {\displaystyle {\tfrac {3}{3}}} M {\displaystyle {\tfrac {2}{2}}} = 36.

## Ekologia
Mangustka kongijska zamieszkuje nizinne oraz górskie lasy deszczowe, wilgotne dna dolin, a sezonowo zalane, leśne bagna. W przeciwieństwie do mangustki angolskiej nie boi się przebywać w pobliżu ludzkich siedlisk. Oddzielona populacja z Mount Elgon występuje na wysokości 1500–2900 m n.p.m.
Gatunek towarzyski, obserwowany w grupach liczących od 10 do 20 osobników. Wydają chrząkające i świergoczące odgłosy. Podczas jakiekolwiek zagrożenia wydają głośne dźwięki, po czym uciekają w ciszy. Stają na przednich łapach w celu zaznaczenia pni i gałęzi, około 25 cm nad ziemią z wydzieliny gruczołu analnego. Ssaki w niewoli mają skłonności do oddawania kału i moczu w jednym miejscu, przy czym żywo reagują na kał i mocz innego osobnika, natychmiast przykrywając go własnym. Maksymalnie dziesięć mangustek śpi razem w otworach w pniach martwych drzew. Prawdopodobnie prowadzą dzienny tryb życia, choć z Kivu w Demokratycznej Republice Konga pochodzą sprawozdania o jakiejś formie aktywności nocnej. Potrafią wspinać się na drzewa.
Prawdopodobnie żywią się dżdżownicami, ślimakami (w tym pomrowikami), chrząszczami i małymi kręgowcami, polując na nie w poszyciu lasu i gnijących kłodach; pokarm uzupełniają też o niektóre owoce.
Na dziewięć schwytanych w połowie kwietnia samic u sześciu stwierdzono zarodki. Pigmeje z plemienia Mbuti twierdzą, że samica rodzi 3–4 młode. Brak innych informacji.
Na okazach z DR Konga stwierdzono nicienie z gatunków Subulura shebini i Spirura congolense, nimfę wrzęchy z gatunku Armillifer armillatus oraz wesz z rodzaju Sericatoeus. Nic nie wiadomo na temat chorób i drapieżników polujących na tego ssaka.

## Status zagrożenia i ochrona
W Czerwonej księdze gatunków zagrożonych Międzynarodowej Unii Ochrony Przyrody i Jej Zasobów został zaliczony do kategorii LC (ang. Least Concern – najmniejszej troski). Choć globalna wielkość populacji nie jest znana, to na bazarach w północno-wschodniej części Demokratycznej Republiki Konga, na których handluje się dziczyzną, mięso z tego ssaka występuje dość powszechnie (43%, jeśli chodzi o ssaki mięsożerne), co sugeruje, że gatunek ten jest powszechny i liczny w tym regionie. Pigmeje z plemienia Mbuti w Lesie Równikowym Ituri ze wszystkich zwierząt mięsożernych najczęściej chwytają właśnie mangustkę kongijską. Nie ma większych zagrożeń, ale populacja tego ssaka prawdopodobnie spada z powodu utraty siedlisk i polowań. Populacja z Mount Elgon może być również zagrożona przez polowania i degradację ich siedlisk. Gatunek ten występuje w kilku obszarach chronionych, chociaż stopień jego ochrony jest tam różny.